# Soto (Curaçao)
Soto is een kleine plaats in het noorden van Curaçao, een gebied dat in de volksmond wordt aangeduid als Bandabou.
Het ligt dicht bij de Santa Marthabaai, een diepe baai aan de noordwestelijke kust van het eiland. Het kleine dorpje Santa Cruz ligt net ten noordwesten van Soto. Ten noordoosten ligt de plaats Barber, aan de andere zijde van de heuvelrug die zich uitstrekt over een groot deel van de lengte van het eiland.

## Geschiedenis
Soto is ontstaan uit twee plantages: Klein en Groot Santa Martha. De naam dateert uit de Spaanse periode, en de plantages bestonden al in 1696, en hielden zich bezig met zoutproductie en het verzamelen van dividivipeulen voor het bewerken van leer.
Het dorp Soto is ontstaan na de afschaffing van de slavernij in 1863 rond de school die in 1848 door de katholieke missie was gesticht. In 1925 werd een kerk gebouwd in het dorp. Naast de kerk werd later een nonnenklooster en een kostschool toegevoegd.
In de jaren 1940 is plantage Klein Santa Martha gekocht voor het opzetten van een landbouwcoöperatie met als kern Helfrichdorp, maar het project mislukte en het gebied raakte in verval. In 1995 begon Stichting Monumentenzorg met het herstel van Klein Santa Martha.

## Overzicht
Soto is een kleine plaats met een lichte bevolkingsafname. Het is een van de armste gebieden van Curaçao. De voorzieningen van het dorp zijn redelijk en het heeft een regionale functie met basisschool, winkels, kliniek en kerk.
Aan de baai ligt het strand Playa Santa Martha. Op weg naar het strand biedt een heuvel een panoramisch overzicht over de lagune. Het toeristisch resort Sunset Waters was aan het strand gebouwd, maar is verlaten en vervallen.

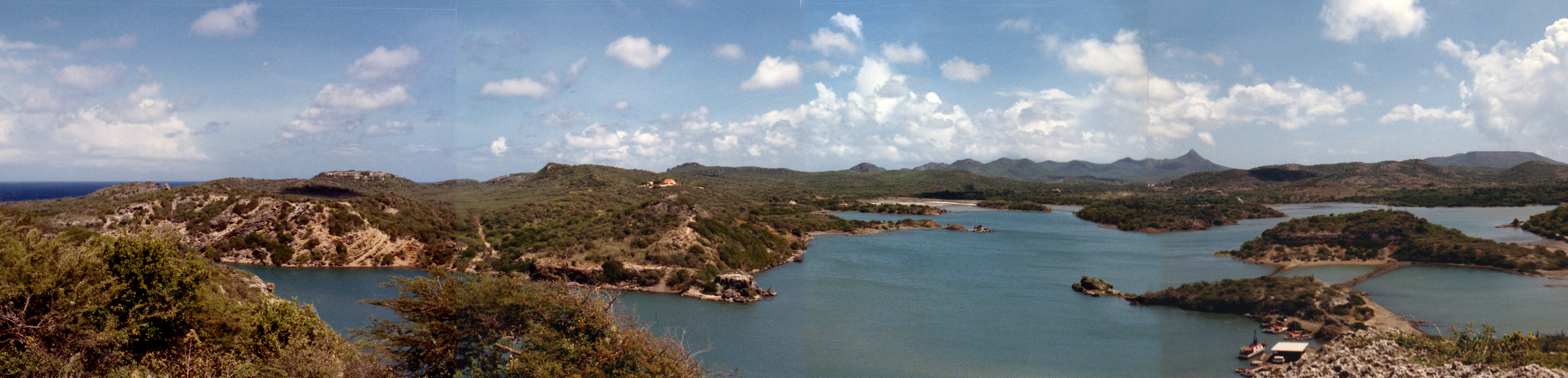
Panoramauitzicht op Groot Santa Martha baai